# Intoxication au cadmium
 Mise en garde médicale
L'intoxication au cadmium peut se faire de manière aiguë ou chronique, avec des lésions essentiellement pulmonaires, osseuses et rénales.
Le cadmium n'a pas de rôle physiologique dans le corps humain. Le métal lui-même et ses composés sont extrêmement toxiques, même à faibles concentrations, et ont tendance à s'accumuler dans les organismes vivants et les écosystèmes.

## Physiopathologie
Le cadmium est un cation bivalent comme le calcium. Il se substitue  au calcium  dans le cristal osseux et en modifie les propriétés mécaniques. Le calcium est libéré dans le liquide extracellulaire. Le métabolisme du calcium conduit à une régulation très précise du taux plasmatique. Le cadmium entraîne une très importante fuite calcique dans les selles, même avec des expositions très faibles.
Les effets du cadmium sur l'organisme sont connus depuis les années 1950. Très toxique sous toutes ses formes (solide, vapeur, sels, composés organiques), c'est l'un des rares éléments n'ayant aucune fonction connue dans le corps humain ou chez l'animal. Il faut éviter son contact avec des aliments. La toxicité spécifique de ses isotopes est moins connue, mais l'IRSN a produit une fiche pédagogique sur le radionucléide Cadmium-109 et l'environnement.
Chez l'animal, c'est le rein et le foie qui sont principalement touchés. Certains animaux (équins en particulier) semblent concentrer fortement le cadmium dans leurs reins, d'autant plus que l'animal est vieux. C'est pourquoi des législations spécifiques peuvent concerner les abats des animaux « tardivement abattus », de cheval en particulier.
La teneur moyenne en cadmium (notation « Cd ») des abats d'équidés (cheval, âne, mulet, baudet) est environ de 10 μg/g de cadmium. La dose journalière tolérable temporaire (« DJTT ») de cadmium ayant été réglementairement limitée au maximum de 1 μg·kg-1·j-1, toute commercialisation d'abats d'équidés « tardivement abattus » est interdite. En effet, même si ces abats étaient la seule source alimentaire de cadmium pour les humains, cette interdiction serait justifiée car une consommation moyenne hebdomadaire de seulement 100 g d'abats conduirait à exposer le consommateur à 1 000 μg/semaine, soit pour quelqu'un de 60 kg, plus du double de la DJTT, laquelle le limite à une ingestion de Cd inférieure à 60 μg par jour, soit 420 μg/semaine.
Le cadmium s'accumule dans les organes au long de la vie. Chez l’homme adulte, il peut atteindre 30 à 40 milligrammes, voire plus chez ceux qui y ont été exposés durant leur vie, car l'élimination naturelle (urine, excrément, et moindrement règles, sperme, perte de phanères (ongles, cheveux)) ne compense généralement pas les apports. Il s'accumule provisoirement dans le foie avant de s’accumuler dans les reins où au-delà de 200 mg par kg chez l’adulte, il provoque des lésions irréversibles. 

### Cancérogenèse et mutagenèse
Plusieurs composés inorganiques du cadmium causent des tumeurs malignes chez l’animal.
L'exposition professionnelle au cadmium peut être considérée comme responsable d’une augmentation significative du cancer du poumon. Le Centre international de recherche sur le cancer (CIRC) a déterminé qu'il y a suffisamment de preuve chez l'homme quant à la cancérogénicité du cadmium et de ses composés. De même l'exposition non professionnelle (habitation dans des zones proches d'une industrie utilisant du cadmium) semble augmenter le nombre de cancers.
Il s'avère également que le cadmium a la capacité de modifier le matériel génétique.

## Historique
Dans les années 1950, au Japon, une intoxication aigüe au cadmium a donné une maladie des reins et des os nommée itaï-itaï (qui signifie « j'ai mal, j'ai mal »), cette phrase étant souvent répétée par les personnes atteintes. 
Le cadmium est concentré par la chaîne alimentaire. Les mollusques bivalves le concentrent 300 000 fois, voire plus. Celui-ci peut venir de loin ; par exemple, le cadmium présent en excès dans les huîtres d'Oléron vient d'une source située très en amont (anciens déchets miniers).

## Norme et sécurité
En France, la quantité moyenne annuelle de cadmium ingérée par personne et par an est évaluée à 12 mg.
L'absorption par voie digestive de plus de 0,9 g ou par voie respiratoire (poussières) à des concentrations plus grandes que 200 mg·m-3 peut entraîner des troubles graves.
En France, la valeur limite d'exposition est fixée à 0,05 mg·m-3 pour les fumées d'oxyde.
La consommation de tabac peut représenter jusqu'à 75 % de l'absorption humaine en cadmium quotidienne.
Aujourd'hui, les principaux risques d'intoxication sont liés aux expositions prolongées à de faibles doses de cadmium.
Le cadmium est principalement absorbé par inhalation et se fixe à 30-40 % dans les reins, où il entraîne une perte anormale de protéines par les urines (protéinurie).

## Sources d'exposition
Le cadmium semble quantitativement absorbé d'abord par inhalation et, à un moindre degré, par absorption gastro-intestinale. Il n’est pas absorbé par la peau. En dehors de l’exposition professionnelle, on peut y être exposé via :
- la fumée et les poussières perdues par certaines industries (métallurgie, recyclage des batteries au cadmium, engrais phosphorés). Les travailleurs peuvent être exposés aux émanations contenant du cadmium au cours de la fonte et de l'affinage des métaux, ou en respirant l'air des usines qui fabriquent des produits contenant du cadmium tels que les piles électriques, les revêtements, ou les plastiques. Les travailleurs peuvent également être exposés au cours du brasage ou du soudage de métaux contenant du cadmium. Environ 512 000 travailleurs aux États-Unis chaque année séjournent dans des ambiances où une exposition au cadmium peut se produire. Cependant, des règlements qui fixent les niveaux admissibles d'exposition sont appliqués pour protéger les travailleurs et faire en sorte que les niveaux de cadmium dans l'air soient nettement en dessous des niveaux dont on pense qu'ils peuvent avoir pour conséquence des effets nocifs ;
- la fumée de cigarette (la source principale de contamination de la population générale) ;
- les engrais phosphorés de synthèse (ou naturels parfois), qui en contiennent beaucoup et qui polluent le sol et les nappes : Certaines sources de phosphates utilisés pour les engrais contiennent du cadmium dans des proportions allant jusqu'à 100 mg/kg[4],[5], ce qui peut conduire à une augmentation de la concentration de cadmium dans les sols (par exemple en Nouvelle-Zélande)[6] ;
- certains aliments, dont les champignons, ou encore les organes comme le foie et les reins, qui en contiennent souvent des taux supérieurs aux normes, parce que leur rôle est justement de capter et de réduire les concentrations de cadmium circulant dans l'organisme. Certains légumes (par exemple les épinards) et les céréales peuvent concentrer le cadmium. Les cultures de céréales sur sols acides favorisent la contamination du grain, avec cependant des différences significatives selon les variétés plantées. Le cheval en absorbe plus que les autres animaux. 
 Les animaux sauvages ne sont pas épargnés, et peuvent être une source d'intoxication pour l'homme. En France, les plans de contrôles récents (2008) n'ont porté que sur un petit nombre d'échantillons ; pour le cadmium, ils montraient que c'est uniquement dans les viandes de gibier sauvage (7 échantillons de muscle sur 57 dépassaient la norme, ainsi que 9 échantillons de foie sur 56) que des dépassements de normes ont été constatés (non dans le gibier d'élevage)[7] ;
- les cendres et résidus d'incinération, après combustion d'objets contenant du cadmium (peintures, PVC, etc. comme colorant, additif ou catalyseur).

Les lichens, les mousses et les champignons peuvent accumuler des doses très élevées, voire mortelles, de cadmium et d'autres métaux lourds, faisant de ces espèces de bons indicateurs de l'état de pollution de l'environnement (quand elles y ont survécu).

### Pollution industrielle
Dans les années 1950 et 1960, l'exposition industrielle au cadmium était élevée. Mais lorsque les effets toxiques du cadmium sont devenus évidents, les valeurs limites d'exposition au cadmium dans l'industrie ont été réduites dans la plupart des pays industrialisés et de nombreux décideurs sont tombés d'accord sur la nécessité de réduire encore l'exposition. Lorsqu'on travaille avec le cadmium, il est important de le faire sous une hotte pour se protéger des fumées dangereuses. La soudure à l'argent, par exemple, qui contient du cadmium, doit être manipulée avec précaution. De graves problèmes de toxicité ont été la conséquence de l'exposition à long terme à des bains d'électrolyse contenant du cadmium.
L'accumulation de cadmium dans l'eau, l'air et le sol est survenue en particulier dans les zones industrielles. L'exposition environnementale au cadmium a été particulièrement problématique au Japon, où de nombreuses personnes ont consommé du riz cultivé avec de l'eau d'irrigation contaminée par le cadmium. Les effluents et boues d'épuration urbaine et/ou industrielles épandues sur les champs ou en forêt, sont des sources parfois importantes de cadmium. Deux cultures expérimentales sur champ après épandage de boues d'épuration ont montré que ces épandages ont conduit à des teneurs proches des maxima autorisés.
Outre les fumeurs de tabac, les gens qui vivent près de sites contenant des déchets dangereux ou des usines libérant du cadmium dans l'air sont potentiellement exposés au cadmium contenu dans l'air ambiant. Toutefois, de nombreux États et les règlements fédéraux des États-Unis contrôlent la quantité de cadmium qui peut être rejetée dans l'atmosphère par les sites de déchets et les incinérateurs de sorte que les sites bien surveillés ne sont pas dangereux. La population générale et les personnes vivant à proximité des sites de déchets dangereux peuvent être exposées au cadmium par l'ingestion d'aliments contaminés, de poussières, ou d'eau provenant de rejets non contrôlés ou de rejets accidentels. De nombreux règlements et la possibilité de réaliser des mesures de la pollution ont permis la mise en œuvre de contrôles pour éviter de tels rejets.
Les accumulateurs au nickel-cadmium (NiCd) sont l'un des produits les plus populaires et les plus communs fabriqués à base de cadmium, et le sol peut être contaminé par leur enfouissement. En outre, l'inhalation du cadmium étant dangereuse, des risques potentiels sont à craindre avec les téléphones portables et sans fil : en particulier s'ils sont utilisés peu de temps après chargement (ce qui est moins fréquent avec les portables mais récurrent avec les téléphones sans fil), car les piles ou batteries rechargeables sont alors chaudes et dégagent souvent, même neuves, des vapeurs toxiques facilement inhalées de par la proximité avec les voies respiratoires.
Face à ces risques et aux autres contaminations environnementales, les accumulateurs NiMH moins polluants et moins dangereux pour la santé, remplacent depuis 2008 les accumulateurs NiCd au sein de l'Union européenne.
Une expérience du début des années 1960, consistant à pulvériser du cadmium au-dessus de Norwich, a été récemment déclassifiée par le gouvernement britannique, comme cela a été documenté dans un article de BBC News.

## Manifestations cliniques

### Intoxications aiguës
L’inhalation de fumées d’oxyde de cadmium (générées lorsque le cadmium métallique est porté à haute température). 
Il entraîne des symptômes semblables à ceux de la fièvre des fondeurs (état grippal débutant).
Le traitement est uniquement symptomatique.
L’exposition à des niveaux plus élevés peut causer de sérieux dommages pulmonaires, voire la mort. 
Les fumées d'oxyde de cadmium sont des irritants pulmonaires sévères (dû à la taille de leurs particules), alors que les poussières de cadmium sont moins irritantes, leurs particules ayant une plus grande dimension. 
Les symptômes sont souvent de type pulmonaire (les signes cliniques étant le reflet de lésions allant de l'irritation rhinopharyngée et bronchique à l’œdème pulmonaire), mais peuvent être aussi des maux de tête, des frissons, des douleurs musculaires, des nausées, des vomissements, des diarrhées, etc.
Les concentrations fatales de fumées varient de 40  à   50 mg·m-3.

### Intoxications chroniques
L'exposition et les effets varient selon le sexe.
L'exposition chronique au cadmium par inhalation ou ingestion a comme conséquence des atteintes rénales qui peuvent continuer de progresser même après la cessation de l'exposition,.
L'exposition de longue durée par inhalation à de bas niveaux peut causer une diminution de la fonction pulmonaire et l'emphysème.
L'absorption du cadmium par ingestion est quantitativement faible, mais l'exposition chronique à des niveaux élevés de cadmium dans la nourriture peut causer des désordres osseux graves, incluant l'ostéoporose et l'ostéomalacie.
L'ingestion à long terme, par une population japonaise, d'eau et de nourriture contaminées par le cadmium, a été associée à une condition incapacitante, la maladie itaï-itaï, c'est-à-dire « aïe-aïe ». Elle se caractérise par d'intenses douleurs au dos et dans les articulations, de l'ostéomalacie (rachitisme adulte), des fractures osseuses et, occasionnellement, des défaillances rénales. Cette maladie affecte le plus souvent les femmes. La multiparité et une alimentation de pauvre qualité sont deux facteurs aggravants. La ménopause et l'ostéoporose peuvent aussi induire un auto-empoisonnement saturnin par relargage du plomb qui était fixé dans l'os (risque qui peut être réduit par un traitement hormonal).
L'exposition à de faibles doses est également nuisible. Une faible exposition a aussi des effets osseux négatifs chez l'homme,,. Les femmes de 53 à 64 ans sont à la fois les plus sensibles à la rétention du cadmium (qui semble ensuite diminuer légèrement) et à l'ostéoporose. Chez la femme, le taux de cadmium urinaire est statistiquement corrélé à une diminution de la densité osseuse, négativement associée à l'hormone parathyroïdienne (impliquée dans le métabolisme osseux) et positivement associée à la désoxypyridinoline urinaire (marqueur de résorption osseuse), y compris pour les femmes les moins exposées et n'ayant jamais fumé (le tabac est une des sources de cadmium). La gravité des effets osseux augmentait après la ménopause,. Chez le rat le cadmium perturbe le système hormonal, et chez la souris, il aggrave la perte osseuse induite par un déficit hormonal. Le cadmium affecte notamment l'hormone parathyroïdienne et le métabolisme de la vitamine D. 
Les effets testiculaires étaient démontrés chez l'animal à fortes doses expérimentales, avec une altération génétique constatée même à des doses inférieures aux doses toxiques chez la souris. On a récemment montré que le cadmium est aussi un perturbateur endocrinien. Chez le rat, il interagit, aux seuils à ne pas dépasser pour l’OMS, avec les récepteurs des œstrogènes. À l'université de Washington (États-Unis), des rats femelles dont on avait ôté par ablation les ovaires (afin que l’animal ne produise plus d’œstrogènes) ont été exposés à une injection hebdomadaire de cadmium à un taux qui est celui que l’OMS recommande de ne pas dépasser (5 et 7 microgrammes par kilogramme et par semaine). Quatre jours après la première injection, des effets pseudo-hormonaux étaient observés. Le cadmium dans le sang produit chez les rats femelles la pousse des glandes mammaires, ainsi qu’une augmentation du poids et de la taille de l'utérus. Les femelles gravides ont des petits dont la puberté survient plus tôt. Le lait peut être contaminé. Cet effet hormonal pourrait expliquer certains troubles osseux (ostéoporose, fractures précoces…) observés au Japon chez les femmes atteintes de la maladie itaï-taï décrite en 1967. Les conclusions ne peuvent être directement extrapolées à l’homme, mais la question est posée. Les effets œstrogéniques sont à confirmer par des études sur d’autres modèles animaux et chez l’homme, notamment parce que le cadmium a été injecté dans le cas des rats, alors qu’il peut être présent chez l'homme sous des formes différentes et moins brutales (voie orale ou pulmonaire).
D'autres conséquences de l’exposition chronique au cadmium sont[réf. souhaitée] :
- l’anémie ;
- la coloration jaunâtre des dents ;
- la rhinite ;
- l’ulcération occasionnelle du septum nasal ;
- des dommages au nerf olfactif, associés à une perte d'odorat.

Une autre question est celle de la synergie ou potentialisation lorsque le cadmium est absorbé — ce qui est souvent le cas — avec d’autres toxiques. Les doses maximales recommandées par l'OMS (7 microgrammes par kilogramme et par semaine, et entre 3 et 5 microgrammes par litre pour la boisson) pourraient un jour être révisées, comme pour le plomb (qui pourrait agir en synergie avec le cadmium comme cause de troubles osseux et hormonaux).

## Voies de pénétration
Les deux principales voies d'absorption sont l'inhalation et l'ingestion.
La voie pulmonaire est la plus importante et représente en milieu industriel 30 % des intoxications. Les sels de cadmium les plus solubles (chlorures et oxydes) sont absorbés à environ 90-100 %, les sulfures quant à eux sont absorbés à hauteur de 10 %. Cette absorption peut se poursuivre pendant plusieurs semaines même après une inhalation unique.
L'absorption digestive est d'environ 5 %. Le taux d'absorption du cadmium est directement lié à la forme chimique. Ce taux d'absorption peut être augmenté lors de carences alimentaires en calcium, en fer, en zinc, en cuivre ou en protéines.
L'absorption par voie per cutanée peut se faire en cas d'excoriations.

## Traitement
L'exposition au cadmium doit être minimisée. Le traitement est essentiellement symptomatique. Le traitement de l'ostéoporose n'a pas de particularité. À noter qu'un déficit en vitamine D pourrait aggraver une intoxication au cadmium, du moins sur un modèle animal, et qu'il doit être corrigé.